# حسن الکرمی
حسن سعید کَرمی (۱۹۰۵–۵ مه ۲۰۰۷) گوینده رادیو، ادیب و زبان‌شناس فلسطینی بود که برنامهٔ رادیویی ادبی پُرآوازهٔ قول علی قول را اجرا می‌کرد و فرهنگ‌نامه‌های انگلیسی-عربی را گردآورد. در طولکرم زاده شد و همان‌جا و در قدس و دمشق درس خواند. در الرمله و قدس آموزگار شد، سپس سال‌های بسیاری در بی‌بی‌سی کار کرد و از سال ۱۹۹۰م در امان، اردن ساکن شد و همان‌جا درگذشت. الهادی الی لغة العرب فرهنگنامه‌ای در چهار جلد، قول علی قول در دوازده جلد، المغنی، المغنی الوسیط، المغنی الوجیز، المغنی الفرید، المنار، المغنی الکبیر، المغنی الاکبر که قطورترین فرهنگنامهٔ انگلیسی-عربی است؛ از جمله آثار اوست. کتابخانهٔ شخصی او ۷۵۰۰ مورد را شامل می‌شد که به کتابخانهٔ شومان در امان هدیه کرد. کتاب‌های شخصی عربی او را ورثه‌اش به دانشگاه اسلامی غزه هدیه دادند.